# Грузія-фільм
«Грузія-фільм» (груз. «ქართული ფილმი», англ. «Kartuli Pilmi», «Картулі пільмі») — кіноконцерн художніх фільмів в Тбілісі.

## Історія
Кіноконцерн заснований в 1921 як кіносекція при Наркомпросі Грузинської РСР. У 1923–1938 роках — Трест АТ «Госкінопром Грузії». У 1938–1953 роках — Грузія-фільм. З 1953 року — кіностудія «Грузія-фільм». З 1930 крім ігрових, виробляє мультиплікаційні фільми. У 1958 на базі сектора кінохроніки к/с «Грузія-фільм» створена Грузинська студія хронікально-документальних і науково-популярних фільмів.

## Роботи
- 1937 — Арсен
- 1937 — Втрачений рай
- 1938 — Велика заграва
- 1939 — Батьківщина
- 1941 — В чорних горах (короткометражний)
- 1942 — У підводному полоні
- 1942 — Георгій Саакадзе (1-а серія)
- 1942 — Невловимий Ян (СРСР)
- 1943 — Георгій Саакадзе (2-а серія)
- 1943 — Він ще повернеться
- 1944 — Малахов курган
- 1944 — Весілля
- 1946 — Клятва
- 1953 — Дмитро Аракішвілі (документальний)
- 1955 — Вони спустилися з гір
- 1956 — Таємниця двох океанів
- 1958 — Мамелюк, реж. Давид Ронделі
- 1958 — Фатіма
- 1959 —Квітка на снігу
- 1963 — Білий караван
- 1963 — Маленькі лицарі
- 1963 — Хто осідлає коня?
- 1964 — Батько солдата
- 1966 — Два життя (друга назва: Зустріч з минулим)
- 1966 — Листопад
- 1968 — Незвичайна виставка
- 1969 — Не горюй!
- 1970 — Старі млини
- 1970 — Зірка мого міста
- 1970 — Глек (короткометражний)
- 1972 — Білі камені
- 1972 — «Старі зурначі»
- 1974 — Диваки
- 1974 — Хлопці з Бузкової вулиці
- 1974 — Нічний візит
- 1975 — Кохання з першого погляду (спільно з кіностудією «Ленфільм»)
- 1976 — Ожилі легенди
- 1976 — Іваніка і Симоніка
- 1977 — Повернення
- 1977 — Древо бажання
- 1977 — Пожежа, кохання і Помпієро
- 1977 — Прийди в долину винограду
- 1977 — Мачуха Саманішвілі
- 1979 — Імеретинські ескізи
- 1979 — Подія
- 1981 — Для любителів розв'язувати кросворди
- 1981 — Будь здоровий, дорогий!
- 1982 — Брат
- 1982 — Прийміть виклик, сеньйори!
- 1983 — Чарівна ніч
- 1983 — У холодильнику хтось сидів
- 1984 — «Блакитні гори, або Неправдоподібна історія»
- 1984 — «Покаяння»
- 1984 — «Великий похід за нареченою»
- 1985 — «Світлячки»
- 1985 — «Біла троянда безсмертя»
- 1985 — «В одному маленькому місті»
- 1987 — «Риварес»
- 1988 — «Ашик-Керіб»
- 1989 — «Діти гріха»
- 1989 — «Самотній мисливець»
- 1989 — «Свято очікування свята»
- 1990 — «Їм, кого залишили батьки»
- 1993 — «Експрес-інформація»

## Реквізити
Грузія, Тбілісі, 0159, вул. Ахметелі 10а. Голова Ради Директорів Геловані Арчіл Вікторович (мл).
Офіційний Сайт «Грузія Фільм» [Архівовано 5 грудня 2021 у Wayback Machine.]